# M.D.O.
Der M.D.O. (Medical Doctor of Osteopathy) ist ein Ausbildungstitel für Fachärzte der Osteopathie. Der Titel wird vom Verein der Deutschen Gesellschaft für Chirotherapie und Osteopathie (DGCO) vergeben. Er ist aber nicht mit der in den USA existierende Ausbildungen zum Doctor of Osteopathic Medicine, D. O. gleichzusetzen, da sich letzterer an der wissenschaftlichen Medizin orientiert.
In Deutschland ist die Osteopathie ein alternativmedizinisches Behandlungskonzept, das von Ärzten und Heilpraktikern ausgeübt werden darf. Das mehrjährige Curriculum der DGCO kann nur von Ärzten absolviert werden, die eine Facharztanerkennung und eine Anerkennung der Qualifikation „Manuelle Medizin“ durch eine Landesärztekammer in Deutschland, Österreich oder der Schweiz haben. Die Ausbildung umfasst ein Programm manual medicine von mindestens 320 Stunden und ein Programm osteopathic medicine von mindestens 380 Stunden.